# Snyltdyngbagge
Snyltdyngbagge (Aphodius porcus) är en skalbaggsart som först beskrevs av Fabricius 1792.  Snyltdyngbagge ingår i släktet Aphodius, och familjen bladhorningar. Enligt den svenska rödlistan är arten nära hotad i Sverige. Arten förekommer i Götaland, Gotland och Öland. Artens livsmiljö är jordbrukslandskap.

## Bildgalleri

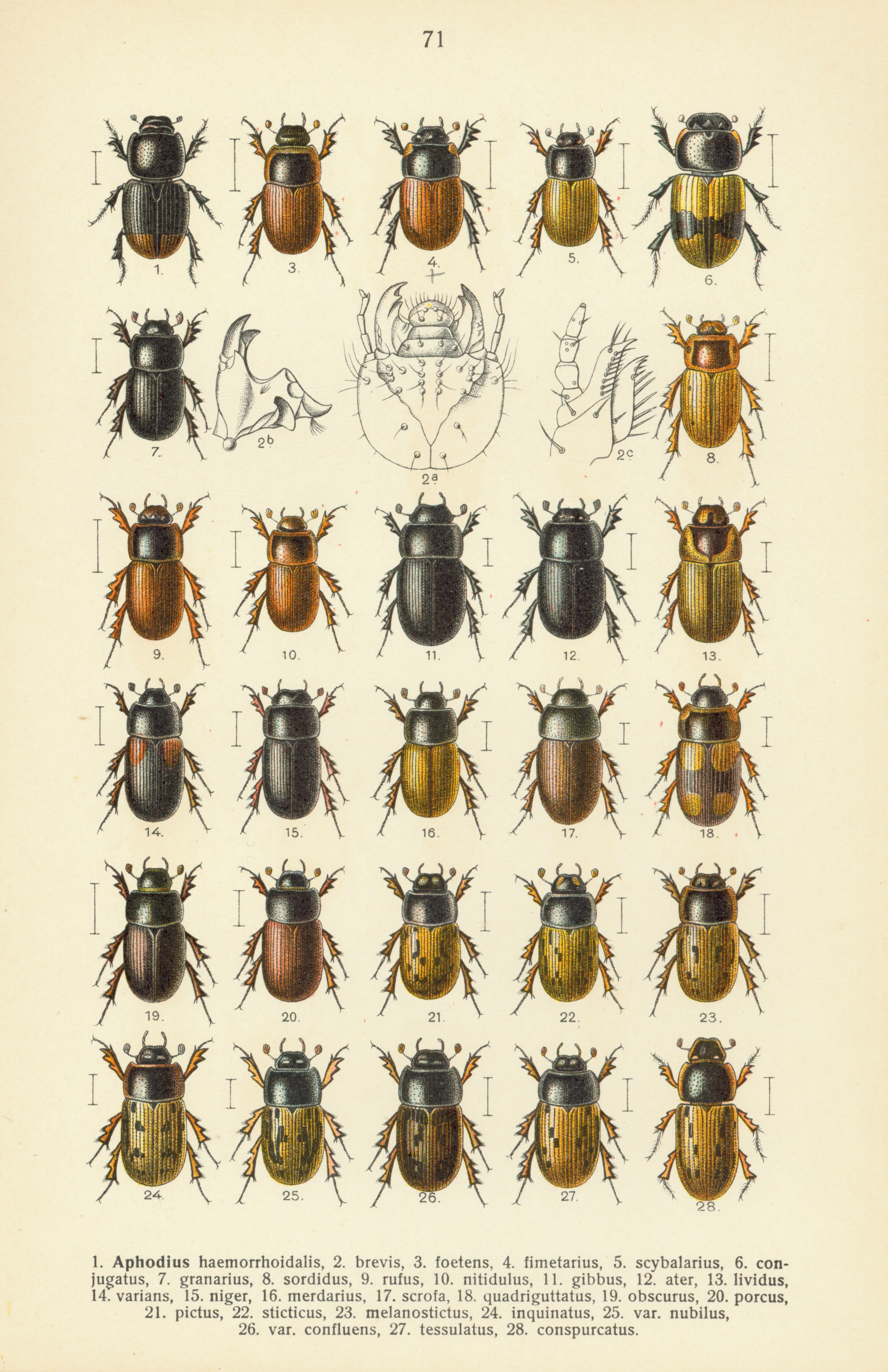